# Symfonische variaties (Lutosławski)
Witold Lutosławski voltooide zijn Symfonische variaties op 15 november 1938. Het is een werk in het genre "Thema met variaties". Het thema neemt tien maten in beslag waarna de componist er een achttal variaties aan vast koppelde. De muziek van Lutosławski stond toen onder invloed van Igor Stravinsky; de componist liet zijn "grote" voorbeeld Karol Szymanowski los (en ageerde later tegen hem). Het werk is grotendeels tonaal. Het was voor het eerst te horen in april 1939 tijdens een radio-uitzending. Op 17 juni 1939 was het werk publiekelijk te horen tijdens het Festival van moderne muziek. Beide uitvoeringen werden gespeeld door de voorloper van het Pools Nationaal Radio-Symfonieorkest onder leiding van Grzegroz Fitelberg, die direct weg was van het stuk muziek. Hij voorzag een grote carrière van Lutosławski in de (toen) nabije toekomst.
De symfonische variaties is geschreven voor:
- 1 piccolo, 1 dwarsfluit, 2 hobo’s (II ook althobo), 3 klarinetten (III ook basklarinet),  2 fagotten (II ook contrafagot)
- 4 hoorns, 3 trompetten, 3 trombones, 1 tuba
- pauken, 3 man/vrouw percussie, 1 harp, 1  piano, 1 celesta
- violen, altviolen, celli, contrabassen

## Discografie
Alhoewel het werk in vergelijking met andere werken van Lutosławski toegankelijker is, heeft het in 2012 een bescheiden discografie:
- Uitgave Chandos: Edward Gardner met het BBC Symphony Orchestra
- Uitgave Naxos: Antoni Wit met het Pools Nationaal Radio-Symfonieorkest
- Uitgave EMI Group: de componist met heet BBC Symphony Orchestra